# Gymnapogon philippinus
Gymnapogon philippinus är en fiskart som först beskrevs av Herre, 1939.  Gymnapogon philippinus ingår i släktet Gymnapogon och familjen Apogonidae. Inga underarter finns listade i Catalogue of Life.